# Okno Rzędkowickie
Okno Rzędkowickie – schronisko w grupie Skał Rzędkowickich na Wyżynie Częstochowskiej będącej częścią Wyżyny Krakowsko-Częstochowskiej. Znajduje się w skale Okiennik, której nazwa pochodzi od tego schroniska. Skała jest łatwo rozpoznawalna, oprócz okna skalnego znajduje się w niej duże schronisko Garaż. Administracyjnie należy do miejscowości Rzędkowice w województwie śląskim, w powiecie zawierciańskim, w gminie Włodowice.

## Opis obiektu
Obiekt ma kilka otworów. Najłatwiej dostępne są dwa otwory zachodnie. Główny z nich tworzy portal o wysokości do 7 m i szerokości 3 m, drugi jest niski i częściowo zawalony gruzem. Z dołu dobrze widoczny jest otwór południowo-wschodni o szerokości 5 m. Jest jeszcze soczewkowaty otwór północno-wschodni o wysokości około 4 m. Schronisko to wydłużona komora o wysokości 4 m. Ma wygładzone ściany, a jego namulisko składa się z wapiennego gruzu zmieszanego z wapienną glebą i próchnicą. Komora jest poddana wpływom środowiska zewnętrznego, lepiej osłonięta jest tylko jej północna część.
Według Kazimierza Kowalskiego obecnie istniejące schronisko prawdopodobnie jest fragmentem dużego systemu jaskiniowego, który uległ zniszczeniu. Przed schroniskiem znajduje się płaska powierzchnia skały, na opracowanym przez K. Kowalskiego planie oznaczona jako Dziedziniec.

## Historia eksploracji i dokumentacji
Po raz pierwszy obiekt wymienił S. Krukowski w 1922 roku. W roku 1949 opisał go Kazimierz Kowalski jako „Schronisko w Rzędkowicach górne”. W lutym 1980 r. zmierzył go K. Mazik. Plan opracowali K. Mazik i J. Zygmunt.
Dziedziniec przed schroniskiem był przekopywany w 1917 r. przez L. Kozłowskiego. W wyniku jego prac namulisko uległo całkowitemu przemieszaniu. W latach 50. XX wieku w schronisku prowadzone były badania archeologiczne. Znaleziono dowody świadczące o zamieszkiwaniu schroniska przez ludzi w kilku okresach historycznych:
- pod koniec neolitu. Znaleziono z tego okresu krzemienne narzędzia i ceramikę ludzi kultury ceramiki sznurowej,
- w epoce brązu i młodszej epoce żelaza. Znaleziono fragmenty naczyń ludzi kultury łużyckiej, łużycki grot do strzały i kilka scytyjskich grotów do strzał. Wykonane były z brązu i kości
- w średniowieczu. Z tego okresu pochodzi kilka przedmiotów żelaznych, ślady paleniska i pozostałości umocnień obronnych w sąsiedztwie schroniska[1].

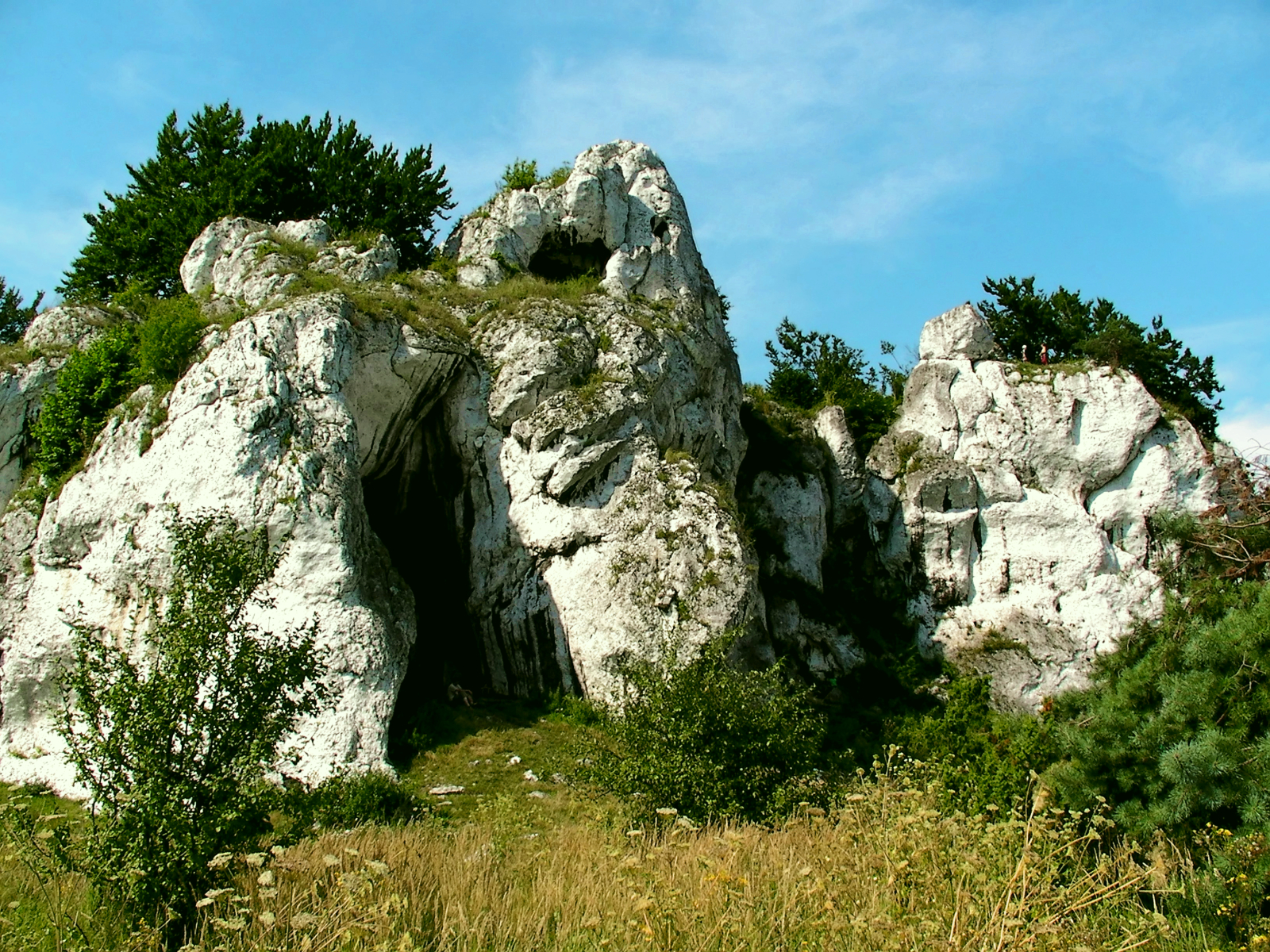
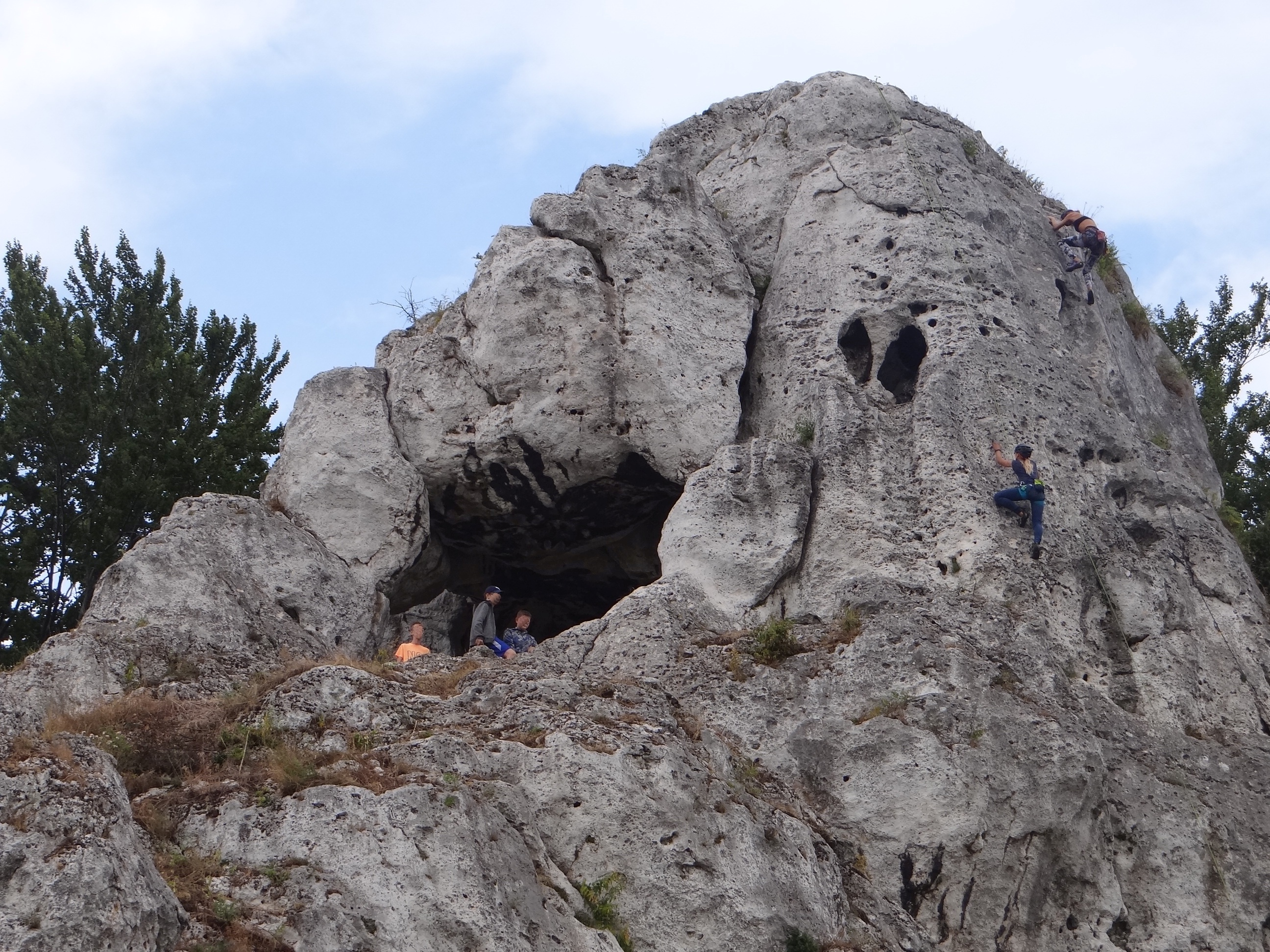
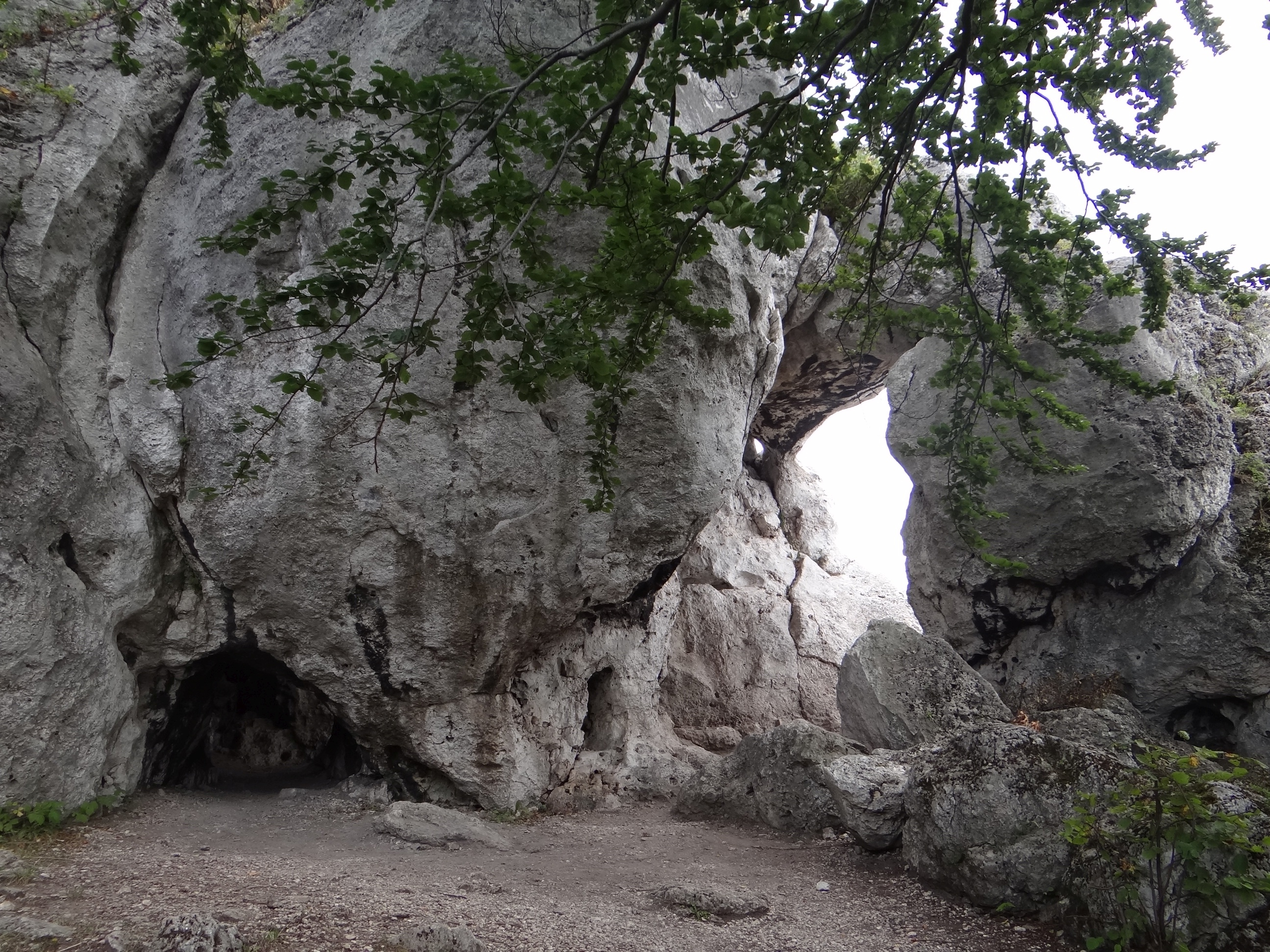
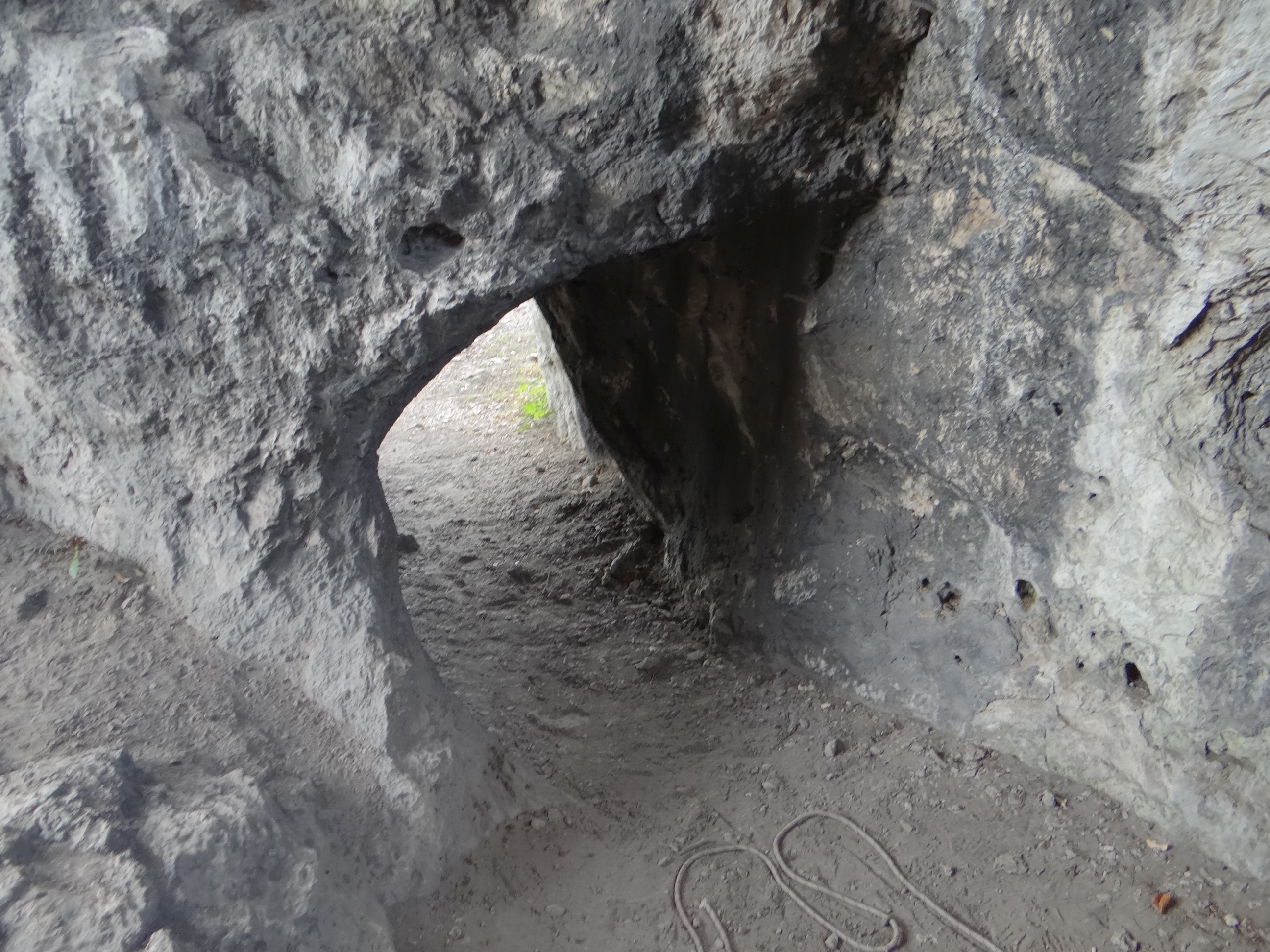
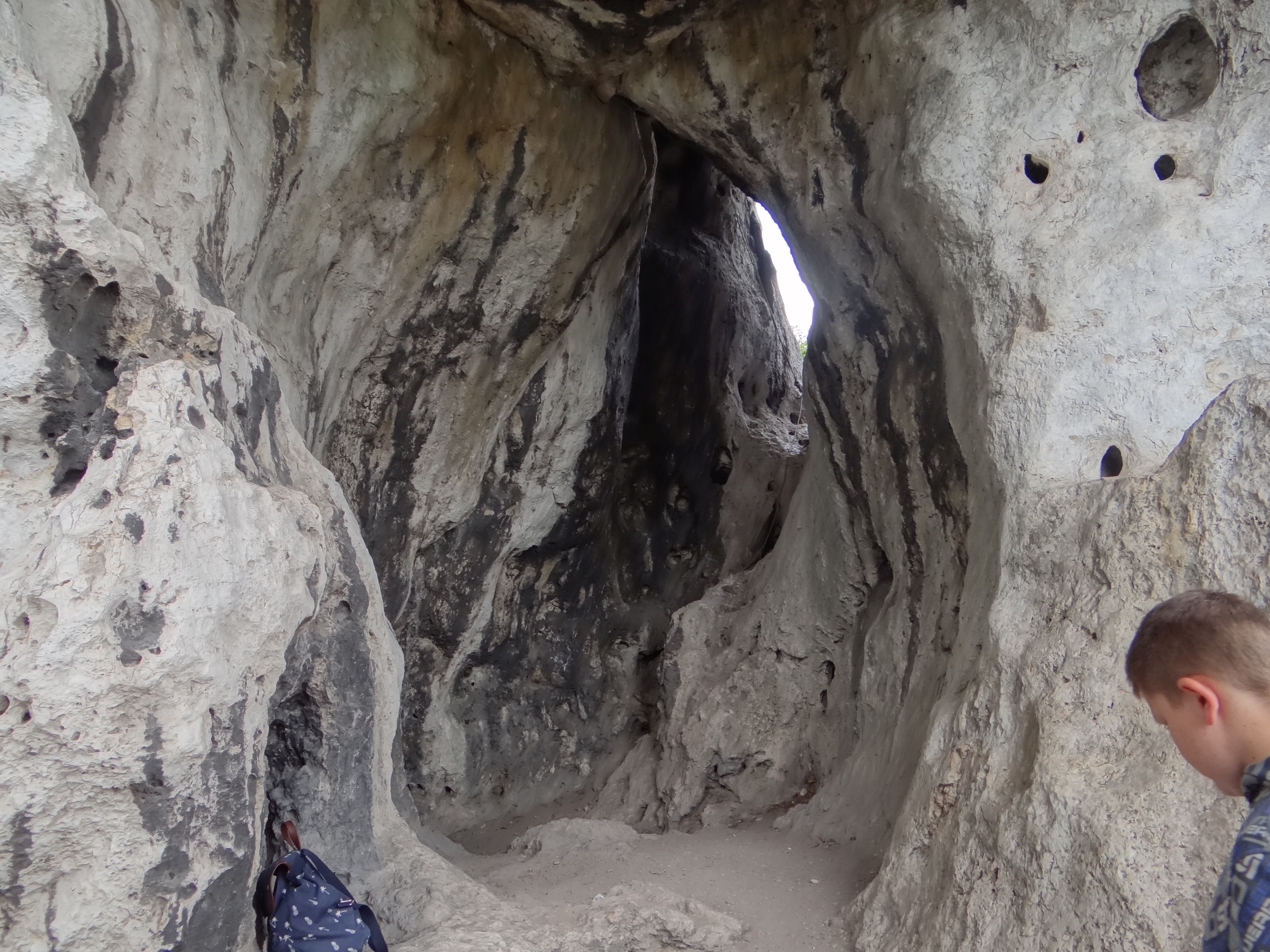